# Elymus hondae
Elymus hondae är en gräsart som först beskrevs av Masao Kitagawa, och fick sitt nu gällande namn av Shou Liang Chen. Elymus hondae ingår i släktet elmar, och familjen gräs. Inga underarter finns listade i Catalogue of Life.